# Мартос, Иван Петрович
Ива́н Петро́вич Ма́ртос (1754, Ичня, Прилуцкий полк Гетманщины — 5 [17] апреля 1835, Санкт-Петербург) — русский скульптор, сторонник классицизма, один из наиболее знаменитых петербургских ваятелей дореволюционной эпохи, работавший на протяжении царствования четырёх русских монархов: Екатерины Великой, Павла I, Александра I и Николая I. Создатель памятника Кузьме Минину и князю Дмитрию Пожарскому на Красной площади в Москве, активный участник скульптурного оформления Казанского собора в Петербурге; известен также новаторскими работами в области мемориальной пластики. Академик (с 1782; ассоциированный член — «назначенный» с 1778) и профессор (с 1783), ректор скульптурного отделения (с 1814; заслуженный ректор с 1831) Императорской Академии художеств, действительный статский советник (1818).

## Происхождение
Иван Мартос родился в 1754 году в сотенном местечке Ичня Прилуцкого полка Войска Запорожского (ныне Черниговская область Украины) в казацко-старшинской семье. Основателями рода Мартосов были Мартин и Павел Мартосы, переселившиеся в Лохвицу на Полтавщине с Правобережья Днепра в конце XVII века. Вероятно, фамилия Мартос (Мартус) балтийского происхождения, хотя писали о греческом и даже об испанском её происхождении.
Отец скульптора, Пётр Михайлович Мартос, был ичнянским сотенным атаманом (помощником сотника) (1749—1755). А. М. Лазаревский утверждал, что Пётр Мартос был корнетом, откуда и происходит информация о дворянстве отца скульптора. В действительности корнетом (1786) был племянник и полный тёзка отца скульптора (1744 г. р.), сын его брата Михаила, есаул Воронковской сотни Переяславского полка (1775—1782).
Выехав из Ични в детском возрасте, Мартос больше никогда не бывал на родине, хотя есть публикации, где утверждается противоположное. В телевизионном документальном фильме сообщается о длительном пребывании Мартоса в Киеве и Ичне в 1804 году, а также в Качановке в 1834 году (со ссылкой на народные предания). Документальные источники свидетельствуют о другом. В переписке с племянником И. Р. Мартосом (велась с 1816 по 1830 гг.) никакой информации о посещении Мартосом родных мест не обнаруживается. Скульптор писал племяннику 20 января 1821 года: «Я воображаю, что вы окружены прелестными видами величественного Днепра и окрестностей Киева; пожалуйста, опишите их, ваше перо послужит картиною, с них списанною. Киев все хвалят, но описания я нигде не читал, ни даже в „Сыне Отечества“, в котором всё пишут». В альбоме автографов «Качановка», где записаны автографы 608 гостей усадьбы Тарновских, также нет Ивана Мартоса. Ичнянский краевед В. Балабай писал о Мартосе: «Система воспитания оторвала гениального скульптора от Украины. Национальная тема в его творчестве вовсе отсутствует. А его любовь к Украине проявлялась только в желании посетить родную землю. Но за свою долгую жизнь он так и не успел этого сделать, имея все возможности».

## Биография
Иван Мартос был принят в воспитанники Императорской Академии художеств в первом году по её учреждению (в 1761), начал учёбу в 1764-м, окончил курс в 1773-м с малой золотой медалью. Был отправлен в Италию в качестве пенсионера Академии. В Риме усердно занимался своей отраслью искусства, упражняясь, кроме того, в рисовании с натуры в мастерской Помпео Батони и с антиков, под руководством Рафаэля Менгса.
Вернулся в Санкт-Петербург в 1779 году и тотчас же был определён преподавателем ваяния в академии. Получил звание «назначенного в академики» (1778) за скульптуру «Андемион спящий». Звание академика (1782) за скульптуру «Геркулес, отдыхающий от трудов». Адъюнкт-профессор (1785). Член Совета Академии художеств (с 1788). В 1794 году был уже старшим профессором, в 1814 году — ректором по скульптуре. В 1830 году получил знак отличия беспорочной службы за LV лет.
В 1831 году оставил работу в академии по состоянию здоровья. Об этом он писал своему племяннику И. Р. Мартосу 10 октября 1830 года: «Что ж касается до моего здоровья, то оно в большом упадке: от службы по академии я должен отказаться, потому что ходить на верх не могу по причине недуга, который только позволяет мне сидеть.». За заслуги скульптора перед Академией ему присвоили звание Почётного ректора скульптуры (1831).
Императоры Павел I, Александр I и Николай I постоянно поручали ему осуществление важных скульптурных предприятий; многочисленными работами Мартос составил себе громкую известность не только в России, но и в чужих краях. Умер Мартос в Петербурге. Был похоронен на Смоленском православном кладбище (схема расположения могилы). В 1930-х годах захоронение было перенесено в Александро-Невскую лавру на Лазаревское кладбище (XI уч., Мартосовская дорожка).

## Произведения
- «Актеон» (1801) — бронзовая статуя для Большого каскада в Петергофе;
- бронзовая статуя Иоанна Крестителя, украшающая собой портик Казанского собора в Петербурге;
- барельеф «Моисей источает воду из камня», над одним из проездов в колоннаде этого храма;
- памятник великой княгине Александре Павловне, в дворцовом парке г. Павловска;
- скульптура в павильоне «Любезным родителям» Павловского парка;
- мраморная статуя Екатерины II в зале Московского дворянского собрания;
- бюст императора Александра I, изваянный для петербургского биржевого зала.

публичные памятники
- Памятник Елене Павловне «На острову»
- памятник Минину и Пожарскому на Красной площади в Москве (1804—1818)[20];
- памятник Александру I в Таганроге (1830, уничтожен в 1932, воссоздан в 1998);
- памятник герцогу де Ришельё в Одессе (1823—1828);
- памятник Ломоносову в Архангельске (перед зданием АГТУ, 1828);
- памятник князю Потёмкину в Херсоне (1831, уничтожен; современная имитация 2003).

надгробные памятники
- в Александро-Невской лавре: графа Н. И. Панина (1788), княгини Е. С. Куракиной (1792), А. Ф. Турчанинова (1792), княгини Е. И. Гагариной (1803), предположительно также: А. А. Нарышкина (1798), графа А. И. Васильева (ок. 1809), Е. К. Чичаговой (1813), тайной советницы Е. С. Карнеевой (Лашкаревой, 1830-е);
- в Донском монастыре: княгини С. С. Волконской (1782), М. П. Собакиной (1782), И. А. Алексеева (ок. 1816);
- графа К. Г. Разумовского в Воскресенской церкви Батурина (1803—1805);
- графини Прасковьи Брюс в усадьбе Глинки.

- Памятник де Ришельё в Одессе (1828)
- Памятник Ломоносову в Архангельске (1832)
- Памятник Минину и Пожарскому в Москве (1818)
- Надгробие М. П. Собакиной (1782)
- Надгробие С. С. Волконской (1782)

## Семья
Мартос был женат дважды. В первый раз на очень красивой дворянке Матрёне Львовне, фамилия которой неизвестна. Она умерла 6 января 1807 года от чахотки в возрасте 43 лет. Вдовец оказался заботливым отцом, он сумел вырастить и воспитать детей. По отзывам современников, Иван Петрович отличался гостеприимностью и имел «доброе, искреннее сердце». В его просторной профессорской квартире постоянно проживало много бедных родственников, которых он содержал. В первом браке имел сыновей Никиту (1782—1813, скульптор, убит наполеоновскими солдатами в Италии), Алексея (1790—1842, писатель), Петра (1794—1856), Ивана (1799) и дочерей Анастасию (1783, жена баснописца Г. И. Лузанова, 1789—1830), Прасковью (1785), Надежду, Александру, Софью (жена конференц-секретаря Академии художеств писателя В. И. Григоровича), Веру (1799; жена живописца А. Е. Егорова) и Любовь (жена архитектора А. И. Мельникова). Мартос очень хотел, чтобы его дочери вышли замуж за художников или людей родственных профессий, что во многом и осуществилось.
Овдовев, Мартос оставил у себя в квартире всех родственников покойной жены. Среди них была и её племянница, беднейшая сирота Авдотья Афанасьевна Спиридонова, «милая и добрая девушка» из дворян. Как-то Мартос стал свидетелем, когда одна из его дочерей некорректно отнеслась к намного старшей её Авдотье и дала ей пощёчину. Несправедливо обиженная сирота с горькими рыданиями принялась складывать в плетёный из прутьев баул свои вещи, чтобы навсегда уйти от Мартосов и где-то устроиться гувернанткой. Иван Петрович принялся искренне уговаривать девушку остаться. А чтобы она больше не считала себя нахлебницей, благородный хозяин предложил ей руку и сердце. Так неожиданно для всей родни и даже для самого себя, уже в годах, Мартос женился во второй раз. Сразу же после венчания строго предупредил своих детей, чтобы они уважали Авдотью Афанасьевну как родную мать. По воспоминаниям современников, дети и мачеха жили во взаимном уважении.
Во втором браке скульптор имел сына Александра (1817—1819) и дочь Екатерину (1815), которую выдал замуж за архитектора Василия Глинку. Когда зять умер от холеры, Мартос устроил пышные похороны на Смоленском кладбище и установил на могиле богатый памятник. Вскоре к богатой вдове посватался скульптор и мастер литейных дел барон Пётр Клодт. Мартос был не против, чтобы Клодт женился на Екатерине, но жених не нравился Авдотье Афанасьевне и она уговорила дочь отказать Клодту. Авдотья Афанасьевна предложила Клодту жениться на её племяннице Ульяне Спиридоновой (1815—1859), что вскоре и произошло.

## Память о Мартосе
- На родине скульптора в Ичне ему установлен памятник[28].
- Считается, что на барельефе памятника Минину и Пожарскому в Москве изображён прообраз самого Мартоса и его двух сыновей (один погиб за границей во время войны с Наполеоном в 1813, другой воевал в русских войсках в 1812 г.)[29][30].